# Federația Somaleză de Fotbal
Federația Somaleză de Fotbal a fost fondata in 1951 și este unul dintre organismele administrative naționale de conducere ale Confederației Africane de Fotbal (CAF), responsabil de organizarea și controlul sportului fotbalistic și al competițiilor sale (prima, a doua și a treia divizie, precum și Cupa) în Republica Federală Somalia, precum și al echipei naționale de fotbal a Somaliei. 
În 1962, Federația Somaleză de Fotbal a devenit membră a FIFA. Ulterior, aceasta a aderat la CAF în 1968 și la Uniunea Asociațiilor Arabe de Fotbal (UAFA) în 1974. Federația Somaleză de Fotbal este responsabilă de organizarea meciurilor dintre echipele locale și de aplicarea regulilor și regulamentelor de joc în timpul meciurilor.

## Conducere
Presedinte
- Omar Barre

VicePresedinte
- Othman Moalin
- GHULED Alisaid

## Staff
Director Tehnic
Awil Ismail Mohamed
Antrenor
- Hendrik Pieter de Jongh

Antrenor Secundar
- Murad

Responsabil Mass-Media
- ABOKAR Shafii